# Nur Icar
Nur Icar (1985) is een Nederlands politicus namens DENK.

## Jeugd en opleiding
Icar vluchtte op 7-jarige leeftijd vanuit Mogadishu, Somalië, naar Nederland en groeide op in de Schilderswijk van Den Haag. Het multiculturele karakter van de wijk gaf hem een gevoel van thuis. Rond zijn achttiende raakte hij maatschappelijk betrokken. Hij studeerde Communicatie en Multimedia Design aan de Haagse Hogeschool.

## Loopbaan
Na zijn opleiding ging Icar het bedrijfsleven in. Hij werd mede-eigenaar van een kinderopvanglocatie en werkte later als docent Engels bij de Johan de Witt Scholengroep. Sinds 2018 is hij politiek actief. De geboorte van zijn kinderen deed hem anders naar de wereld kijken, waarna hij via Tahsin Cetinkaya betrokken raakte bij de Islam Democraten, waar hij vier jaar fractievertegenwoordiger was in Den Haag. Hij ging de politiek in om ongelijkheid en racistische sentimenten tegen te gaan en anderen te inspireren. Toen de Islam Democraten opgingen in DENK, werd hij door het landelijke partijbestuur gekozen als lijsttrekker bij de gemeenteraadsverkiezingen van 2022 in Den Haag.
Sinds oktober 2023 is hij wethouder MKB-economie, Werk en Participatie. Hij streeft naar meer aandacht voor de dagelijkse realiteit van ondernemers, minder regeldruk en een proactieve houding vanuit de gemeente. Daarnaast heeft hij het stadsdeel Leidschenveen-Ypenburg in zijn portefeuille. Hij zet zich in voor een islamitische begraafplaats in de buurt van Den Haag, waar hij zelf na zijn dood begraven hoopt te worden. Als wethouder werkt hij aan sociale cohesie, onder meer door de subsidieregeling ‘Haags Vieren in de Wijk’ te introduceren, waarmee bewoners elkaars vieringen kunnen leren kennen. Daarnaast zet hij zich in voor de herontwikkeling van winkelstraten in kwetsbare wijken, zoals de Schilderswijk en Transvaal, waarvoor de gemeente 7 miljoen euro investeert in verbetering van de openbare ruimte en winkelvoorzieningen.
Voor de Tweede Kamerverkiezingen 2023 stond Ergin op plek 42 van de kandidatenlijst en kreeg 602 stemmen.

## Persoonlijk
Icar woont met zijn vrouw en kinderen in een huurwoning in de Schilderswijk.